# Uważam Rze Historia
Uważam Rze Historia – polski kwartalnik (do końca 2023 roku miesięcznik) historyczny wydawany od 2012 roku w Warszawie. Od listopada 2015 roku redaktorem naczelnym jest Paweł Łepkowski.

## Historia
Redaktorem naczelnym był do listopada 2012 roku Paweł Lisicki, jego zastępcą (również do listopada 2012) Piotr Zychowicz. Od 2012 do listopada 2015 roku redaktorem naczelnym był Jan Piński. Pierwszy numer pisma ukazał się w nakładzie 60 tys. egzemplarzy, ale z powodu nadspodziewanie dużego zainteresowania wydawca dodrukował dodatkowe 59 tys. Trzeci numer miesięcznika ukazał się w nakładzie 143 tys. egz. Do listopada 2012 roku w piśmie publikowali m.in. Timothy Snyder, Wiktor Suworow, Ian Kershaw, Adam Zamoyski, Bogdan Musiał, Andrzej Paczkowski, Piotr Gontarczyk, Sławomir Cenckiewicz, Rafał Ziemkiewicz, Bronisław Wildstein, Ewa Siemaszko, Antoni Dudek i inni. Ostatni numer ze starą redakcją wyszedł w styczniu 2013 roku.
Do 2016 roku publikowali:  Piotr Bożejewicz, Grzegorz Braun, Robert Cheda, Michał Gołkowski, Sylwia Grzegorzewska, Paweł Łepkowski, Andrzej Matowski, Lech Mażewski, Jakub Mikołajczuk, Agnieszka Niemojewska, Leszek Nowak, Leszek Pietrzak, Aleksander Piński, Robert Przybylski, Konrad Szelest, Tomasz Teluk, Andrzej Urbański, Jakub Woziński i inni.
Od 2016 roku stale publikują: Piotr Bożejewicz, Zofia Brzezińska, Robert Cheda, Bogusław Chrabota, Mariusz Janik, Krzysztof Jóźwiak, Hubert Kozieł, Paweł Łepkowski, Agnieszka Niemojewska, Arkadiusz Stempin, Leszek Szymowski, Zbigniew Święch, prof. Ryszard Tadeusiewicz.
W latach 2016–2020 do miesięcznika pisali: Dariusz Baliszewski i Kazimierz Paweł Łepkowski, podpisujący się jako Kazimierz Jasiński. Od stycznia 2020 roku stałym felietonistą jest Grzegorz Hajdarowicz. 
Od zmiany redaktora naczelnego przez 3 numery (lutowy, marcowy i kwietniowy 2013 roku) był A. Talaga. Od numeru majowego 2013 roku do październikowego 2013 roku był nim J. Borkowicz. A od października 2013 roku do lipca 2014 był Andrzej Urbański. Od lipca 2014 do marca 2015 roku był Rafał Otoka-Frąckiewicz. Od maja 2015 zastępcą redaktora naczelnego był Paweł Łepkowski. Od 2016 roku redaktorem naczelnym jest Paweł Łepkowski.
Cena miesięcznika początkowo wynosiła 12,90 zł. Miesięcznik posiada reprodukcje starych fotografii i obrazów oraz litografie i mapy. Od numeru 23 zmieniła się szata graficzna czasopisma, a od numeru 30 z czasopismem współpracuje portal historyczny historycy.org. Gazeta posiada własną stronę internetową i profil na portalu społecznościowym Facebook. Tematy główne dotąd wydanych numerów to:
1. Bezpieka. Zbrodnia bez kary.
2. 1918-1939. II RP Nasza duma.
3. Hitler. Zbawca komunizmu.
4. Ziemie Wschodnie. Wielkość utracona.
5. Warszawa’44. Miasto zgładzone.
6. Józef Beck. Czy mógł zatrzymać katastrofę.
7. Napoleon. Czy zawiódł Polaków.
8. 1937–1938. Zapomniane ludobójstwo Polaków.
9. 1939–1945. Tajne Państwo Polaków.
10. Powstanie styczniowe. Duma i gorycz.
11. Kozacy. Nasz stracony sojusznik.
12. Polska – Litwa. Szturchańce przyjaźni.
13. Kresy Wschodnie. Polesie, polski Madagaskar.
14. Polak przeciw Polakowi
15. Kawalerzyści. Pierwsi w salonie i w boju.
16. Pollywood. 20 lat przygody.
17. Ziemie Zachodnie. Jak okpiliśmy Stalina.
18. Rok 1813. Pepi o krok od korony.
19. Węgrzy i Polacy. Dwa filary środka Europy.
20. 21. Zimna wojna. Sport na froncie.
21. 70 rocznica utraty Kresów Wschodnich. Śmierć Rzeczypospolitej.
22. Łatwy, tani i zabójczy. Jak kałasznikow zmienił historię świata.
23. II RP nieodkryta. Jak się żyło przed wojną.
24. Władymir Groźny. Z kim i o co walczy Rosja od stu lat.
25. Tajemnica sowieckich laboratoriów wojskowych. Od krzyżowania człowieka z małpą do syberyjskiego Czarnobyla.
26. Polowanie na pierwszego. Jak próbowano zgładzić komunistycznych satrapów.
27. Szwadrony śmierci Jaruzelskiego. Pod koniec PRL specjalne komanda mordowały opozycjonistów.
28. Bić się czy nie bić. Czy walka o wolność musi oznaczać daninę krwi?
29. Polak Zwycięzca. Jagiełło, Sobieski, Poniatowski – czterysta lat polskich triumfów.
30. Zdrady, spiski, skrytobójstwa. Od Medyceuszy po atak na WTC – historie, które zmieniły bieg dziejów.
31. Zamach na Gibraltarze. Dyktatura Sikorskiego, spisek polskich oficerów i śledztwo blokowane przez IPN.
32. Pogromcy Niemców. Od biernego oporu do zwycięstwa powstania wielkopolskiego.
33. Rosja: polska kolonia. Kura nie ptica, Rosja nie zagranica, czyli Polacy bez których nie byłoby Rosji.
34. Potwór PRL. Co kryje archiwum Czesława Kiszczaka zapewniające mu nietykalność?
35. Hitler jakiego nie znacie
36. Jak CIA handlowała narkotykami

Numery specjalne: 
1. Jan Paweł Wielki. Droga do świętości.
2. Bitwy, które zmieniły świat (czerwiec 2018).

### Kwartalnik
Od początku 2024 roku (nr 1/2024) pismo jest kwartalnikiem.